# J.C. Chávez (película)
J.C. Chávez es un documental acerca de la vida del legendario boxeador mexicano Julio César Chávez. Es la ópera prima de Diego Luna como director.
La película cuenta con entrevistas a diferentes personajes que rodearon la vida de Chávez, reconocidos deportistas, así como periodistas y líderes políticos. La cinta cuenta con la presencia de Mike Tyson, Oscar De La Hoya, Don King, Ana Gabriela Guevara y Carlos Salinas de Gortari.

## Controversia
El director de la película plasma, entre otras cosas, muchas de las problemáticas económicas, sociales y políticas que enfrentaba México durante el mandato del presidente Carlos Salinas de Gortari, periodo durante el cual Chávez ya era considerado, desde años atrás, el mejor peleador libra por libra del mundo. La cinta también trata la amistad que existía entre el famoso boxeador y los líderes del narcotráfico en México, el cartel de los Arellano Felix.
- Datos: Q2894031